# Гринин, Леонид Ефимович
Леони́д Ефи́мович Гри́нин (род. 16 декабря 1958, Камышин) — российский философ, историк, социолог, политантрополог, экономист, футуролог. Доктор философских наук (2002), главный научный сотрудник Центра изучения стабильности и рисков НИУ ВШЭ, ведущий научный сотрудник Института востоковедения РАН, заместитель руководителя Евроазиатского центра мега-истории и системного прогнозирования, главный научный сотрудник и директор Волгоградского центра социальных исследований. Действительный член Всемирной ассоциации Универсальной истории (International Big History Association/IBHA), вице-президент международного фонда им. Н. Д. Кондратьева.
Удостоен золотой медали Н. Д. Кондратьева (2012) «за вклад в развитие общественных наук». В 2016 году Л. Е. Гринину и А. Л. Гринину за книгу «От рубил до нанороботов. Мир на пути к эпохе самоуправляемых систем» присуждена Литературная премия имени Александра Беляева в номинации «Специальная премия Жюри».

## Биографические сведения
Окончил с отличием Волгоградский государственный педагогический институт в 1980 году, специальность «История». Затем работал учителем.
- 1997. Кандидат философских наук. Тема диссертации — «Периодизация исторического процесса» (1996, МГУ).
- 2002. Доктор философских наук. МВТУ им Баумана. Тема диссертации «Роль производительных сил в мировом историческом процессе»[1].

С 2014 года работает в НИУ ВШЭ. Действительный член РАЕН (2011; членкор 2010).
Заместитель главного редактора журналов «Историческая психология и социология истории», «Философия и общество», «История и современность»; соредактор международных журналов «Social Evolution & History» и «Journal of Globalization Studies».

## Научная деятельность
Исследования Л. Е. Гринина связаны с проблемами общественных законов, социальной эволюции, движущих сил исторического развития, с теорией исторического процесса, его периодизацией, анализом его отдельных аспектов (производственного, политического), эволюцией государственности, проблемами Великой дивергенции и Великой конвергенции, а также анализом современных проблем глобализации. В области глобалистики, футурологии и универсальной истории научные интересы связаны с анализом современных проблем глобализации и модернизации; прогнозированием политического и социально-экономического развития мира; современным глобальным кризисом; экономическими циклами различной длительности и их моделированием; научно-информационной революцией и её влиянием на глобальные процессы; историей глобализации и периодизацией глобальных процессов; анализом глобальных трендов в историческом процессе; сравнением глобальных процессов в природе и обществе.
- Теория истории
- Теория социокультурной эволюции

Вкладом Гринина в развитие теории эволюции государства является введение понятия «развитого государства», которое дополнило и уточнило одну из самых известных теорий государственности Классена-Скальника
- Клиодинамика
- Большая История[14]

Высоко оценивал Гринина Роберт Карнейро.

## Публикации
Автор более 500 научных работ по философии, социологии, истории, антропологии, политологии, эволюционистике, включая 30 монографий.

### Основные книги
- Navigating Complexity in Big History. Exploring Periodization Across Cosmic and Biosocial Dimensions (Springer Nature, 2025).
- Handbook of Revolutions in the 21st Century: The New Waves of Revolutions, and the Causes and Effects of Disruptive Political Change. Cham: Springer, 2022.
- Историческая глобалистика. Том 2. XIX век Авторы: Зинькина Ю. В.; Гринин Л. Е.; Ильин И. В.; Андреев А. И.; Алешковский И. А.; Шульгин С. Г.; Коротаев А. В.
- Кризисы и прогнозы в свете теории длинных волн Под ред. Л. Е. Гринина, А. В. Коротаева, Р. С. Гринберга.
- Россия в контексте мировой динамики моделирование и прогноз Авторы: Малков С. Ю.; Андреев А. И.; Гринин Л. Е.; Коротаев А. В.; Малков А. С
- Economic Cycles, Crises, and the Global Periphery Authors: Grinin, Leonid, Korotayev, Andrey, Tausch, Arno. Publisher: Springer; 1st ed. 2016
- От рубил до нанороботов. Мир на пути к эпохе самоуправляемых систем. (в соавторстве с А. Л. Грининым). В 2016 г. удостоена премии имени Александра Беляева в номинации «Специальная премия Жюри». Список лауреатов премии Александра Беляева 2016 г.
- Great Divergence and Great Convergence. A Global Perspective (Springer, 2015, with Andrey Korotayev).
- Алексеев В. В., Крадин Н. Н., Коротаев А. В., Гринин Л. Е. Теория и методология истории. — Волгоград: Учитель, 2014.
- Циклы, кризисы, ловушки современной Мир-Системы: Исследование кондратьевских, жюгляровских и вековых циклов, глобальных кризисов, мальтузианских и постмальтузианских ловушек. М.: УРСС, 2012. ISBN 978-5-397-02798-4, в соавторстве с А. В. Коротаевым.
- Macrohistory and Globalization. Volgograd: ‘Uchitel’ Publishing House.
- От Конфуция до Конта: Становление теории, методологии и философии истории. М.: Издательство ЛКИ, 2011.
- The Evolution of Statehood. From Early States to Global Society. Saarbrucken: Lambert Academic Publishing, 2011
- Циклы развития современной Мир-Системы. Соавторы: А. В. Коротаев и С. В. Цирель. Москва: Либроком. 2011.
- Глобальный кризис в ретроспективе. — М.: Либроком/УРСС, 2009. — ISBN 978-5-397-00998-0, в соавторстве с А. В. Коротаевым.
- Социальная макроэволюция: Генезис и трансформации Мир-Системы. — М.: ЛИБРОКОМ/URSS, 2009, в соавторстве с А. В. Коротаевым.
- Макроэволюция в живой природе и обществе. — М.: УРСС, 2008. — ISBN 978-5-382-00936-0, в соавторстве с А. В. Марковым и А. В. Коротаевым.
- Государство и исторический процесс. Эпоха формирования государства: Общий контекст социальной эволюции при образовании государства. — М.: УРСС, 2007.
- Государство и исторический процесс. Эволюция государственности: от раннего государства к зрелому. — М.: УРСС, 2007.
- Государство и исторический процесс. Политический срез исторического процесса. — М.: УРСС, 2007. — ISBN 5-484-01008-X.
- Зависимость между размерами общества и эволюционным типом политии // История и математика: Анализ и моделирование социально-исторических процессов. — М.: КомКнига, 2007. — С. 263—303.
- Философия, социология и теория истории (издание четвёртое). — М.: КомКнига, 2006 .
- Производительные силы и исторический процесс. 3-е изд. — М.: КомКнига, 2006 .
- Методология периодизации истории // Философские науки. — 2006. — № 8, 9.
- Глобализация и национальный суверенитет // История и современность. — 2005. — № 1. .
- «Люди известности» — новый социальный слой? // Социологические исследования. — 2004. — № 12.
- The Early State and its Analogues // Social Evolution & History. — 2003. — Vol. 1.
- Генезис государства как составная часть процесса перехода от первобытности к цивилизации // Философия и общество. — 2001. — № 4 .
- Соотношение развития государства и производительных сил // Вестник МГУ. Серия 12. Политические науки. — 1999. — № 1.
- Большая история развития мира: космическая эволюция .
- Футуролог: В будущем мы будем менять тела, как платья

### Важнейшие статьи
- A quantitative analysis of worldwide long-term technology growth: From 40,000 BCE to the early 22nd century // Technological Forecasting and Social Change, 155 (2020): 1-15
- Ведущие технологии шестого технологического уклада // «Социально-экономические проблемы современности: поиски междисциплинарных решений»: сборник научных трудов участников Международной конференции «XXIV Кондратьевские чтения» / под редакцией В. М. Бондаренко. — М., МООСИПНН Н. Д. Кондратьева, 2017. — 390 с. С. 99-104. (совместно с А. Л. Грининым)
- Русская революция и ловушки модернизации. — Полис. Политические исследования. 2017. № 4. С. 138—155.
- Новый мировой порядок и эпоха глобализации. Ст. 2. Возможности и перспективы формирования нового мирового порядка. Век глобализации, 1-2: 3-18.
- Глобальное старение населения, шестой кондратьевский цикл и кибернетическая революция. Проблемы теории и практики управления. 2016. Номер: 7, Страницы: 54-59. (совместно с А. В. Коротаевым, А. Л. Грининым)
- Приведет ли кибернетическая революция к киборгизации людей? Философия и общество. 2016. № 3: 5-26. (совместно с А. Л. Грининым)
- О приближающемся кризисе в мировой экономике. Историческая психология и социология истории 2 (2016): 51-66. (совместно с А. В. Коротаевым)
- Революции как особая стадия развития общества и Арабская весна // Системный мониторинг глобальных и региональных рисков: Арабская весна в глобальном контексте. Ежегодник / Отв. ред. Л. Е. Гринин, А. В. Коротаев, Л. М. Исаев, К. В. Мещерина. — Волгоград: Учитель, 2016. С. 157—190. (совместно с А. В. Коротаевым)
- Мировой порядок, Арабская весна и наступающий период глобальной турбулентности // Системный мониторинг глобальных и региональных рисков: Арабская весна в глобальном контексте. Ежегодник / Отв. ред. Л. Е. Гринин, А. В. Коротаев, Л. М. Исаев, К. В. Мещерина. — Волгоград: Учитель, 2016. С. 191—239.
- Формации и цивилизации // Философия и общество. — 1997. — № 1—2.